# 临海街道 (兴城市)
临海街道是中华人民共和国辽宁省葫芦岛市兴城市下辖的一个街道办事处。

## 行政区划
临海街道下辖以下村级行政区划单位：
锦绣社区、兴工社区、中兴村和老滩村。